# ۱۵ خیابان پارک
۱۵ خیابان پارک (به انگلیسی: 15 Park Avenue) فیلمی هندی محصول سال ۲۰۰۵ و به کارگردانی آپارنا سن است. در این فیلم بازیگرانی همچون شبانه اعظمی، کونکونا سن شارما، سومیترا چاترجی، وحیده رحمان، دریتیمان چاترجی، راهول بس، کانواجیت سینگ و شفالی شاه ایفای نقش کرده‌اند.